# ماري هود (سيدة أعمال)
ماري هود (بالإنجليزية: Mary Hood)‏ هي سيدة أعمال نيوزيلندية، ولدت في 1822، وتوفيت في 4 نوفمبر 1902.